# Tadeusz Wantuła
Tadeusz Wantuła (ur. 5 sierpnia 1950 w Bystrzycy) – polski filolog i filmoznawca, działacz społeczny i kulturalny na Zaolziu, wiceprzewodniczący Kongresu Polaków w Republice Czeskiej (od 2005), poseł do Czeskiej Rady Narodowej (1990–1992).

## Życiorys
Ukończył studia z dziedziny filologii i filmologii na Uniwersytecie Jagiellońskim. Od 1975 działał w Polskim Związku Kulturalno-Oświatowym w Czechosłowacji. W latach 1976–1990 wykładał na Uniwersytecie Śląskim. Był działaczem Solidarności Polsko-Czechosłowackiej. W 1989 należał do współzałożycieli Komitetu Obywatelskiego w Czeskim Cieszynie skupiającego Polaków związanych z Forum Obywatelskim. W wyborach 1990, z listy Forum, uzyskał mandat posła do Czeskiej Rady Narodowej, który sprawował do 1992.
W latach 1990–1991 przewodniczący wybranej przez Kongres Polaków Rady Polaków w Czechosłowacji. Po odejściu z kierownictwa Rady przeniósł się do Pragi, gdzie pracował w administracji publicznej. Na V Kongresie Polaków w 1995 ponownie wybrany w skład Rady. Jest wiceprzewodniczącym Kongresu oraz prezesem Macierzy Szkolnej w Wędryni. Zasiada również w Czeskiej Radzie Mniejszości Narodowych. W wyborach do Izby Poselskiej z 2006 bez powodzenia kandydował z 4. miejsca koalicji SNK-ED i Coexistentii w okręgu morawsko-śląskim.
Jest twórcą literackim oraz działaczem kulturalnym. Z jego inicjatywy powstał festiwal Cierlickie, a później Trzynieckie Lato Filmowe, którego jest dyrektorem. Jest współorganizatorem imprez kulturalnych na Śląsku Cieszyńskim, między innymi Zlotu w Wędryni.